# Furia Azul del Ayense
La Furia Azul del Ayense (span. für Die Blaue Wucht aus Ayense) ist ein ehemaliger mexikanischer Fußballverein aus Ayotlán, einer Gemeinde im Bundesstaat Jalisco. Die Heimspielstätte der in blau-weißen Trikots spielenden Mannschaft war das ebenfalls in Ayotlán befindliche Estadio Chino Rivas.

## Geschichte
La Furia Azul del Ayense gewann in der Saison 1988/89 die Meisterschaft der viertklassigen Tercera División und stieg in die nur zwölf Jahre bestehende, drittklassige Segunda División 'B' auf, die zwei Jahre später ebenfalls gewonnen wurde, so dass dem Verein innerhalb von nur zwei Jahren der Durchmarsch von der vierten in die zweite Liga gelang. Dort spielte der Club Ayense bis zur Neustrukturierung des Unterbaus der mexikanischen Primera División im Sommer 1994, als die neu geschaffene zweite Liga die Bezeichnung Primera División 'A' erhielt. 
Obwohl der Höhenflug des Vereins in den frühen 1990er Jahren das Leben der Gemeinde ungemein bereicherte, verzichtete der Club Ayense aus finanziellen Gründen auf die Teilnahme an der neu geschaffenen zweiten Liga. Zu seinen bekanntesten Spielern gehörten „Picho“ Padilla, Roberto Zendejas, „Maestro“ Fuentes, Ricardo Rosas, Alfonso Rosas, Pedro Aurelio Hernández, José Manuel Zaragoza und Raúl Rosas.

## Erfolge
- Meister der Tercera División: 1988/89
- Meister der Segunda División 'B': 1990/91